# Захарова Лариса Георгіївна
Лари́са Гео́ргіївна Заха́рова (17 лютого 1933, Тбілісі — 13 січня 2017, Москва) — радянський і російський історик, доктор історичних наук, професор. Заслужений професор МДУ.

## Біографія
Л. Г. Захраова народилася 17 лютого 1933 року у Тбілісі.
У 1956 році акінчила з відзнакою Історичний факультет Московського державного університету.
В 1962 році під керівництвом проф. П. А. Зайончковського  захистила дисертацію «Земская контрреформа 1890 г.»  і здобула науковий ступінь кандидата історичних наук.  У 1983 році захистила докторскую дисертацію «Самодержавство і скасування кріпосного права. 1856—1861 рр.». Згодом привоєно вчене звання професора.
Працювала на кафедрі історії Росії ХІХ - поч. ХХ століття історичного факультету Московського державного університету імені М. В. Ломоносова.
Була  член секції історії Росії Російського гуманітарного наукового фонду, членом  наукових рад Державного архіву Російської Федерації і Державного історичного музею, членом спеціалізованих вчених над із захисту дисертацій  історичного факультету і факультету іноземних мов МДУ, членом редакційної колегії журналу «Russian Studies in History».
Померла 13 січня 2017 року в Москіві. Похована у Тбілісі.

## Наукова діяльність
Під керуванням проф. Л. Г. Захарової підготовлені і захищені 33 кандидатських дисертації, понад 80 дипломних робіт. Багато з її учнів відомі як автори серйозних монографій, отримали визнання наукової спільноти (О. У. Большакова, Ф. А. Гайда, А. З. Полунов, У. Л. Степанов, І. А. Христофоров, М. М. Шевченко та ін.).

### Основні публікації
- Земская контрреформа 1890 г. М., 1968.
- Мемуари, щоденники, приватне листування другої половини XIX ст. // Джерелознавство історії СРСР XIX — початки XX;ст. М., 1970.
- Криза самодержавства напередодні революції 1905 р. // Питання історії. 1972. № 8.
- Самодержавство і скасування кріпосного права в Росії. 1856—1861. М., 1984 (переклад на англ. мов. — 1987).
- Великі реформи в Росії. 1856—1874.  зб. статтей російських і американських істориків. М., 1992 (переклад на англ. мов. — 1994) (автор статті, член редколегії).
- Олександр II // Російські самодержці. 1800—1917. М., 1993 (2-е вид.: М., 1994).
- Листування імператора Олександра II з великим князем Костянтином Миколайовичем. Щоденник великого князя Костянтина Миколайовича. 1857—1861. М., 1994 (автор передмови; укладач, коментарі, вказівник — в співавторстві з Л. І. Тютюнник).
- Вінчання з Росією. Листування вел. кн. Олександра Миколайовича з імператором Миколою I. 1837 рік. М., 1999 (автор передмови; публікація — в співавторстві з Л. І. Тютюнник).
- П. А. Зайончковський. 1904—1983. Статті, публікації і спогади про нього. М., 1998 (член авторського колективу, член редколегії).
- Олександр II і місце Росії в світі // Нова і новітня історія. 2005. № 2, 4.
- The reign of Alexander II: a watershed? // The Cambridge History of Russia. Vol. II. Imperial Russia. 1689—1917. Cambridge, 2006.
- Великі реформи: поворотний пункт російської історії? // Вітчизняна історія. 2005. № 4.
- Спогади генерал-фельдмаршала графа Д. А. Мілютіна. 1816—1873. У 7-и томах. М., 1997—2006 (редактор, автор передмов; коментарі — в співавторстві).
- Щоденник генерал-фельдмаршала графа Д. А. Мілютіна. 1873—1899. У 5-х томах. М., 2008—2013 (редактор, автор передмов; коментарі — в співавторстві).
- Листування цісаревича Олександра Миколайовича з імператором Миколою I. 1838—1839. М., 2008 (автор передмови; публікація — в співавт. з З. У. Мироненко).
- Петро Андрійович Зайончковський. Збірник статтей і спогади знагоди сторіччя історика. М., 2008 (член авторського колективу, член редколегії).
- Олександр II і скасування кріпосного права в Росії. М.: РОССПЭН, 2011.

## Примітка
1. ↑  Національна бібліотека Ізраїлю
2. 1 2  Bibliothèque nationale de France BNF: платформа відкритих даних — 2011.
3. ↑  LIBRIS — Королівська бібліотека Швеції, 2013.
4. 1 2 3 4  Чеська національна авторитетна база даних
5. ↑  Лариса Георгиевна Захарова (17.02.1933 — 13.01.2017) [Архівовано 26 березня 2019 у Wayback Machine.] // исторический факультет МГУ им. М. В. Ломоносова, 13.01.2017